# Alta Valle Isarco (comprensorio)
Il comprensorio del'Alta Valle Isarco, o Wipptal (in tedesco Wipptal, in ladino Val d'Isarch Auta) comprende 6 comuni della Wipptal italiana, che è detta anche appunto "Alta Valle Isarco".

## Comprensorio
Sul territorio della provincia autonoma di Bolzano, il termine "Wipptal" è utilizzato impropriamente come nome ufficiale della comunità comprensoriale "Alta Valle Isarco", formata da 6 comuni nell'alta valle dell'Isarco. Si formò nel 1980 con la separazione dalla comunità della Valle Isarco.
È il più piccolo dei comprensori altoatesini e prende nome dalla valle omonima, alla quale appartiene culturalmente. Il suo capoluogo e centro più importante è Vipiteno, che si trova al centro del comprensorio.
Gli abitanti sono per l'85% di madre lingua tedesca. La componente italiana è più forte nei comuni di Fortezza, Vipiteno e Brennero.

### Comuni
I comuni che vi aderiscono sono:
1. Brennero - Brenner
2. Campo di Trens - Freienfeld
3. Fortezza - Franzensfeste
4. Racines - Ratschings
5. Val di Vizze - Pfitsch
6. Vipiteno - Sterzing